# Campelles
Campelles est une commune d'Espagne dans la communauté autonome de Catalogne, province de Gérone, de la comarque du Ripollès.

## Géographie
Commune située dans les Pyrénées